# Dergano
Dergano is een metrostation in de Italiaanse stad Milaan dat werd geopend op 26 maart 2011 en wordt bediend door lijn 3 van de metro van Milaan.

## Ligging en inrichting
Het station is onderdeel van de dubbelsporige metrotunnel die ter vervanging van de interlokale tram door Affori is gebouwd. Het station ligt nog net ten zuiden van de ringspoorlijn en daarmee net niet in Affori. De enige toegang ligt in een parkje aan de oostkant van de via Carlo Imbonati. Reizigers komen met de (rol)trap of lift vanaf de straat ten oosten van de toegangspoortjes uit, achter de poortjes ligt de verdeelhal op niveau -1 onder de straat en boven de metroperrons. Het geheel is ingericht volgens de standaard afwerking van lijn 3 met het typerende gele rooster als plafond en de grijs/zwarte blokken tegen de wanden. In 1999 werd uitgegaan van een opening in 2008 maar dat werd uitgesteld tot 26 maart 2011 toen ook het noordelijkste station gereed was.